# Альянс гетеросексуалов за равноправие ЛГБТ
Алья́нс гетеросексуа́лов за равнопра́вие ЛГБТ — правозащитная организация со штаб-квартирой в Санкт-Петербурге, выступающая против дискриминации и за соблюдение равных прав в отношении ЛГБТ (лесбиянок, геев, бисексуалов и трансгендерных людей).
Основан 18 мая 2012 года на волне общественных протестов против принятия в Санкт-Петербурге регионального закона о запрете пропаганды гомосексуализма. Активисты организации стремятся показать, что за равноправие выступают не только представители сексуального меньшинства, но и сексуального большинства.

## История Альянса
Альянс был создан 18 мая 2012 года по инициативе правозащитника Натальи Цымбаловой, которая вместе с юристом Сергеем Кондрашовым стали первыми координаторами Альянса гетеросексуалов.

«Во мне закипало возмущение. Почему эти люди — Милонов и т. д. — говорят от имени большинства? Якобы от имени гетеросексуалов — то есть и от нашего имени? Мы решили объединиться, чтобы и наш голос был услышан, ведь нас не меньше, чем активных гомофобов. Я гетеросексуалка, как и большинство наших участников».— Наталья Цымбалова, координатор Альянса
В июне 2012 года Альянс выразил возмущение попыткой срыва кинофестиваля «Бок о бок» в Кемерово.
Альянс вместе с другими оппозиционными силами принял участие в митинге 12 июня 2012 года. Однако после мероприятия националисты напали на представителей ЛГБТ и Альянса. В итоге несколько человек пострадали. Было возбуждено уголовное дело. Под обвинение попал один из лидеров «Русской пробежки» Дмитрий Дейнеко.
15 сентября 2012 года Альянс был одним из организаторов «Марша миллионов» в Петербурге.
Альянс подвел итоги года, вручив особо отличившимся на почве гомофобии социально-гигиеническую антипремию «Золотая клизма». Гран-при премии получил депутат Виталий Милонов.
Альянс принял участие в кампании против принятия федерального закона о запрете «пропаганды гомосексуализма».
В феврале 2013 года Альянс пытался согласовать митинг против нового закона. Акцию поддержала коалиция оппозиционных политических организаций Демократический Петербург (Яблоко, Солидарность, РПР-Парнас и тд.). Однако получил отказ на все 20 мест по разным надуманным причинам (ремонт, другие мероприятия). «Контрольная» прогулка по местам заявок выявила пустовавшие площади, на основании чего активисты обвинили администрацию во лжи и должностном преступлении.
7 апреля 2013 года в День молчания активисты Альянса провели на Невском проспекте серию одиночных пикетов.
Манифест «Альянса гетеросексуалов за равноправие ЛГБТ»
1 мая 2013 года Альянс стал одним из организаторов Демократического марша по Невскому проспекту и его ЛГБТ-колонны против гомофобного закона.
13 мая Альянс направил в прокуратуру просьбу разобраться с высказываниями депутата Виталия Милонова, который после демонстрации 1 мая обещал устроить погромы.
17 мая Альянс вместе с ЛГБТ-организацией Выход стал организатором митинга на Марсовом поле, приуроченного к Дню борьбы с гомофобией и посвященное памяти убитого Влада Торнового. Митинг привлек большое внимание СМИ. В его ходе было задержано 3 гомофобных оппонента.
В начале июня прошла конференция, посвященная дню защиты детей, на которой участники Альянса обсудили вопросы защиты детей от гомофобии и выступили против федерального закона о запрете «пропаганды гомосексуализма».

## Антипремия «Золотая клизма»
В 2012 году «Альянс гетеросексуалов за равноправие ЛГБТ» учредил антипремию «Золотая клизма». Как сообщали учредители антипремии, она будет ежегодно присуждаться «представителям политики, религии, СМИ и науки, которые своими публичными гомофобными высказываниями и действиями обратили на себя особое внимание за последнее время».
Первая церемония награждения антипремией «Золотая клизма-2012» состоялась в Санкт-Петербурге в пресс-центре ИА «Росбалт» 12 декабря 2012 года. Соискатели номинировались в шести номинациях и Гран-при.